# Monstrilla helgolandica
Monstrilla helgolandica är en kräftdjursart som först beskrevs av Claus 1863.  Monstrilla helgolandica ingår i släktet Monstrilla och familjen Monstrillidae. Artens status i Sverige är: . Inga underarter finns listade i Catalogue of Life.